# گمینا ژاگانگ
گمینا ژاگانگ (به لهستانی:  Gmina Żagań) یک گمینا در لهستان است که در شهرستان ژاگانی واقع شده‌است.
 گمینا ژاگانگ ۲۸۱٫۱۱ کیلومتر مربع مساحت و ۷٬۰۱۹ نفر جمعیت دارد.